# منتزه كينابالو
منتزه كينابالو يقع في إقليم صباح شمال جزيرة بورنيو الماليزية و يشرف على هذا المنتزه جبل كينابالو (4095 متر) وهو أعلى قمة جبليّة بين سلسلة جبال الهيمالايا وغينيا الجديدة وهو على لائحة التراث العالمي منذ عام 2000 . يحتوي هذا المنتزه على تشكيلةٍ واسعةٍ من المساكن و الغابات المطرية المداريّة الغنيّة وتتألّف من سهل وتلة وغابة مدارية فيها جبل وفي المرتفعات، غابات جبلية وغابات مؤلّفة من الشجيرات الدائمة الخضار. أعطي منتزه كينابالو لقب مركز تنوّع النباتات في منطقة جنوب شرق آسيا. فهو غني بشكل فريد بالأنواع إذ نجد فيه تشكيلة نباتات من الهيمالايا والصين. 